# Stenopus pyrsonotus
Stenopus pyrsonotus is een tienpotigensoort uit de familie van de Stenopodidae. De wetenschappelijke naam van de soort is voor het eerst geldig gepubliceerd in 1980 door Goy & Devaney.